# تشخيص (علم الأحياء)
التشخيص في علم الأحياء وعلم الصخور هو وصف علمي موجز يمكّن من تحديد الأصناف،(النوع ، الجنس ، العائلة ، إلخ) ، سواء كانت هذه الأصناف حية حالياً أو عُثر عليها على شكل أحفوريات. يعتبر التشخيص جزءاً أساسياً من الاستكشاف العلمي، ويجب أن يتماشى مع النمط االشامل للموضوع المدروس.
في علم الصخور، يُشكّل التشخيص مجموعة من المعايير أو الخصائص التي تميز صخرة معينة عن غيرها، وتمكن العلماء من تعريفها وتصنيفها بدقة.
يجب التفريق بين مفهوم التشخيص في علم الأحياء وعلم الصخور، وبين والتشخيص الطبي، الذي يستخدم أيضاً معايير تشخيصية تسمىالأعراض .

## مادة الاحياء
الوصف الدقيق للمصنف يسمح بالتعرف عليه وتوصيفه. تم وصف كل نوع معروف من خلال تشخيص دقيق بدرجة كافية لتمييزه عن الأنواع القريبة منه.
في علم الأحياء، يعتمد التشخيص غالبًا على مجموعة من معايير التعريف، والتي تصبح تشخيصية فقط في حالة وجود جميع المعايير (أو في بعض الأحيان الأغلبية فقط).

### نباتي
في علم النبات ، حتى عام 2011، كان لا بد من نشر التشخيص باللغة اللاتينية ليكون صالحًا. كما تسمح المدونة الدولية لتسميات الطحالب والفطريات والنباتات ، المعدلة في المؤتمر النباتي الدولي XVIII ، الذي عقد في ملبورن في يوليو 2011، منذ1 janvier 2012
في التشخيص النباتي، ترتبط العديد من السمات بالزهور ، مثل نوع التماثل، وعدد الأعضاء (الكأس، البتلة، السداة، الكاربل)، أشكالها أو مواقعها، وما إلى ذلك. يمكن أن تتعلق الشخصيات أيضًا بأجزاء أخرى من النبات (الساق، الورقة، الجذر)، وحتى نوع جدار الخلية.

## علم الصخور
في علم الصخور ، يشير التشخيص إلى وصف الصخر (اسم الصخر، اللون، الصلابة ، الكسر، الملمس ، التركيب الكيميائي، وما إلى ذلك).

## المذكرات و المراجع
1. ↑  Lance spain J. (1990), Arguments for diagnoses based on unaltered wall structures, Mycotaxon, 38, p.71-76

## انظر كذلك

### فهرس
- غابة روماريك، ديكو دي بيو ، طبعة دي بويك
- ليمارشال واي (1969)، التشخيص العضلي لبعض أسماك المياه العذبة : ثعبان البحر، قاتم، باربيل، بريم، تشوب، روش، جودجون، هوتو، رود، سبيرلين، تنش، داس، بايك ، المدرسة البيطرية الوطنية في ألفورت (دير)، المدرسة البيطرية الوطنية

### مقالات ذات صلة
- مفتاح التحديد
- وصف الأنواع
- الأصنوفة
- التصنيف

### روابط خارجية
- التعرف بمساعدة الكمبيوتر (CAI) على النباتات
- بيانات المراقبة للتعرف على الحيوانات والنباتات تحت الماء وتحديد هويتها نسخة محفوظة 27 ديسمبر 2011 على موقع واي باك مشين.